# 스탠 바이 미 (영화)
《스탠 바이 미》(영어: Stand by Me)는 1986년 공개된 미국의 성장 드라마 영화이다. 스티븐 킹이 1982년에 발표한 중편 소설 "시체"(The Body)가 원작이며, 영화 제목은 벤 E. 킹의 동명 곡에서 따왔다. 롭 라이너가 연출하고, 윌 휘턴, 리버 피닉스, 코리 펠드먼, 제리 오코널이 어느 실종된 소년의 시체를 찾아나서는 네 주인공 소년을 연기하였다. 오코널의 영화 데뷔작이기도 하다.
개봉과 함께 긍정 평가를 받았으며, 1987년 제59회 아카데미상 각색상 후보에 오르고, 제44회 골든 글로브상 감독상과 드라마 영화 부문 작품상 후보에 지명되었다. 또한 제58회 전미 비평가 위원회상에서 꼽은 1986년 최고의 영화 10선에 선정되어 5위를 차지했다. 오늘날에도 역대 최고 영화 중 하나로 여겨진다.

## 줄거리
1985년 작가 고든 "고디" 러챈스는 누군가 칼에 찔려 사망했다는 한 신문 기사를 읽고 12살 시절에 겪은 사건 하나를 떠올린다.
1959년 여름 노동절 휴가 기간 주말 오레곤주 캐슬록. 고디는 4개월 전 자신을 아껴주던 다정한 형 데니가 사망한 후 부모의 무관심 속에 방치된다.
친구 번은 형 빌리와 형 친구 찰리가 나눈 대화를 우연히 엿듣고 이를 고디, 크리스, 테디와 공유한다. 이 지역에선 레이 브라우어라는 소년이 실종된 사건이 유명한데, 빌리와 찰리는 근방에서 레이 브라우어의 시체를 발견하지만 둘이 같이 저지른 차량 절도가 발각날까봐 경찰에게 알리기 싫다고 했다는 것이다. 네 소년은 지역 사회 영웅이 되겠다는 포부로, 함께 그 시체를 찾으러 가기로 한다.
크리스와 고디는 번, 테디와 합류하러 가는 길에 지역 갱 리더 에이스, 그리고 크리스의 형 아이볼과 마주친다. 에이스는 크리스를 불 붙인 담배로 위협하고 고디가 형 데니로부터 선물로 받은 뉴욕 양키스 야구 모자를 뺏어간다.
길을 나선 넷은 도중 물을 마시려고 폐차장에 무단 침입했다가 주인에게 걸린다. 화가 난 주인은 테디 아버지가 테디 귀를 다 불태워버릴 뻔했던 일화를 들먹이며 정신병자라고 모욕한다. 한편 도보 중 크리스는 고디에게 작가로서 재능이 있다고 격려한다.
고디는 야영 때 자신이 지어낸 비만한 소년 "데이비드 '돼지 기름 엉덩이' 호건" 얘기를 들려준다. 모두에게 괴롭힘을 당해온 데이비드는 일부러 피마자유 한 통을 들이킨 뒤에 파이 먹기 대회에 참가한다. 대회 도중 데이비드는 구토를 해서 그 자리에 참석한 마을 주민들이 그 모습을 보고 연달아 속을 게워내게 유도하여 모두를 토사물 범벅으로 만들면서 복수에 성공한다는 이야기이다.
넷은 드디어 레이 브라우어의 시신을 발견한다. 하지만 갑자기 에이스 무리가 나타나 자기들 권리를 주장하며 위협한다. 크리스가 시체 곁에서 떠나기를 거부하자 에이스가 주머니칼을 들이민다. 이에 고디는 크리스가 길을 떠나기 전에 자기 아버지에게서 훔쳐왔던 피스톨을 꺼내 경고 사격을 한다. 갱은 복수를 다짐하며 떠난다.
넷은 레이 브라우어의 죽음을 이용하는 건 잘못된 행위라고 결론 내리고 익명 전화로 신고하기로 한다. 캐슬록으로 돌아온 넷은 각자 집으로 향한다.
다시 1985년 현재. 당시 경험을 회고한 글을 완성한 고디는 세 친구 후일담을 들려준다. 번은 고등학교를 졸업하자마자 결혼해 네 자녀를 키우는 지게차 운전수가 되었다. 테디는 육군에 들어가고 싶어했지만 아버지가 망가뜨린 귀 문제와 약한 시력 탓에 실격자로 분류되었고, 한때 징역살이를 한 끝에 막노동꾼이 되었다. 크리스는 고디와 함께 대학 준비 과정을 들었으며 변호사가 되었다. 그러나 고디가 기사에서 읽은대로, 크리스는 식당에서 다른 손님들 싸움을 말리다가 칼에 맞아 즉사하고 말았다. 고디는 비록 지난 10년간 크리스를 만나지 못했지만 영원히 그를 그리워할 것이라고 끝맺음한다.

## 출연
- 윌 휘턴 - 고든 "고디" 러챈스(12살) 역
  - 리처드 드라이퍼스 - 성인 고든 역
- 리버 피닉스 - 크리스 체임버스 역
- 코리 펠드먼 - 테디 듀샴프 역
- 제리 오코널 - 번 테시오 역
- 키퍼 서덜랜드 - 존 "에이스" 메릴, 갱 리더 역
- 케이시 시마스코 - 빌리 테시오, 갱 멤버, 번의 형 역
- 존 큐색 - 데니스 "데니" 러챈스, 고디의 형 역
- 마셜 벨 - 러챈스 씨 역
- 프랜시스 리 매케인 - 러챈스 부인 역
- 브래들리 그레그 - 리처드 "아이볼" 체임버스, 갱 멤버, 크리스의 형 역
- 브루스 커비 - 퀴더치올루 씨 역
- 스콧 비치 - 그런디 시장, 고디의 이야기 속 인물 역

## 기타 제작진
- 배역: 제인 젱킨스, 재닛 허션슨
- 미술: J. 데니스 워싱턴
- 제작 관리자: 스티브 니콜레디즈, 스티브 니컬라이더스
- 제작 책임자: 제프리 스톳
- 조감독: 얼비 스미스, 짐 벵크
- 의상 책임자: 수 무어

## 사운드트랙
주로 1950년대와 1960년대 초 노래로 구성된 영화 삽입곡들이 실린 사운드트랙 앨범이 1986년 8월 8일 발매되었다.
1. "Everyday" (버디 홀리) – 2:07
2. "Let the Good Times Roll" (셜리 앤드 리) – 2:22
3. "Come Go with Me" (델바이킹스) – 2:40
4. "Whispering Bells" (델바이킹스) – 2:25
5. "Get a Job" (실루에츠) – 2:44
6. "Lollipop" (코데츠) – 2:09
7. "Yakety Yak" (코스터스) – 1:52
8. "Great Balls of Fire" (제리 리 루이스) – 1:52
9. "Mr. Lee" (바베츠) – 2:14
10. "Stand by Me" (벤 E. 킹) – 2:55

영화가 흥행에 성공하면서, 원래는 1961년에 발매되었으며 그해 차트 4위를 차지했던 벤 E. 킹의 "Stand by Me"가 대중 사이에서 새로운 관심을 모으며 1986년 10월 빌보드 핫 100에 재진입하였고, 그해 12월 9위까지 올랐다. 영국에서는 재발매까지 이뤄져 1987년 2월 3주 연속 영국 싱글 차트 1위를 차지하였다.